# 트베리의 마리아

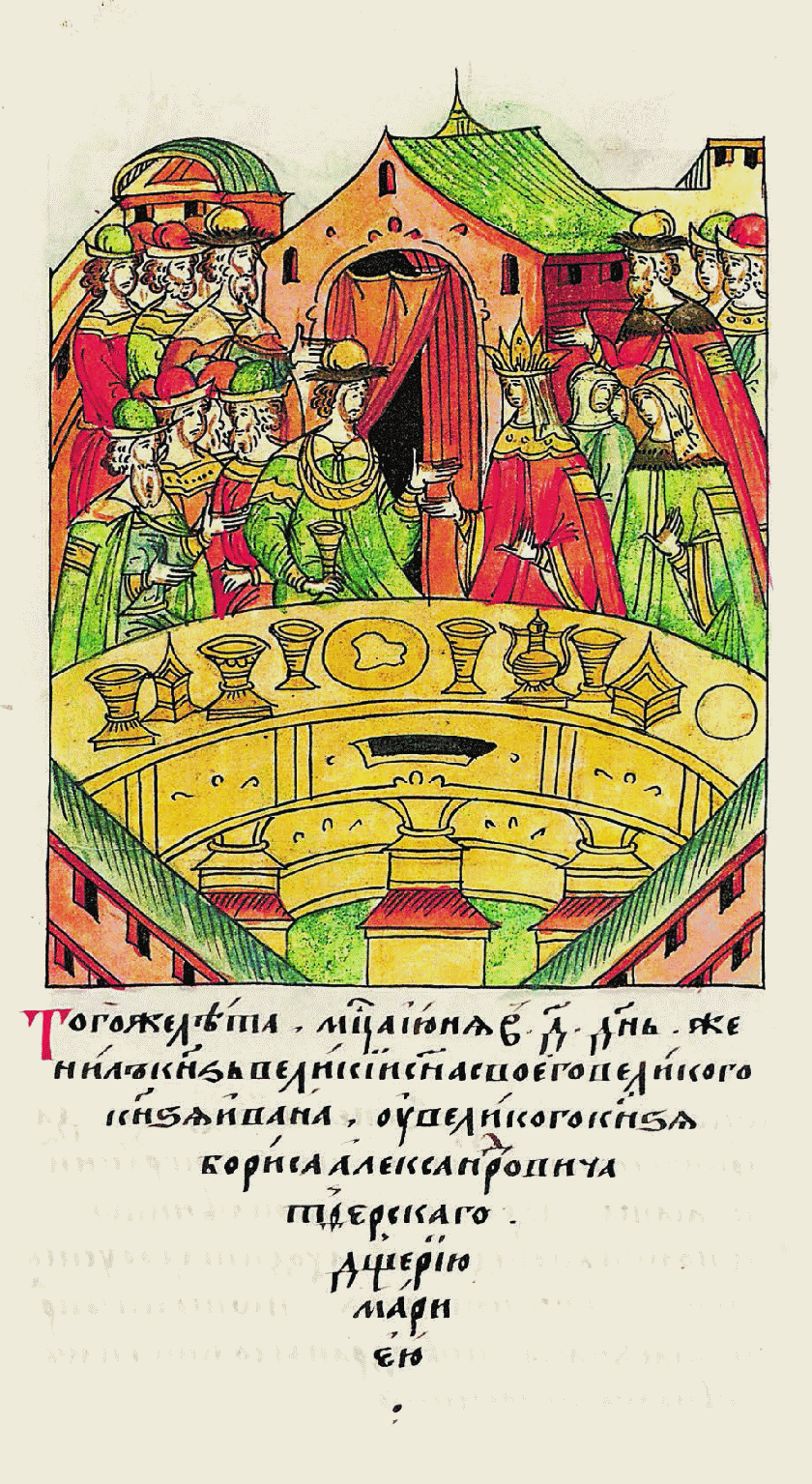

트베리의 마리아 보리소브나(러시아어: Мария Борисовна, 1442년경 ~ 1467년)는 모스크바 대공 이반 3세의 첫 번째 아내이자 트베리의 보리스 알렉산드로비치의 딸이다.
바실리 2세(이반 3세의 아버지)는 드미트리 셈야카를 칠 준비를 할 때, 트베리의 보리스와 손을 잡고자 하였다. 그리하여 두 사람은 훗날에 자신들의 자녀인 이반 3세와 트베리의 마리아를 1452년에 약혼시킴으로써 동맹을 맺었다. 마리아는 1467년에 사망하였는데, 독살당한 것으로 추정된다. 그러나 요셉 볼로츠키의 주장에 따르면, 그녀는 어린 시절부터 허약한 체질로 고생했다고 한다. 마리아는 1458년에 이반 이바노비치를 낳았다.